# Aname hetaera
Espèce
Aname hetaera est une espèce d'araignées mygalomorphes de la famille des Anamidae.

## Distribution
Cette espèce est endémique d'Australie-Occidentale. Elle se rencontre entre Leonora et Wiluna.

## Description
Le mâle holotype mesure 16,5 mm et la femelle paratype 24,88 mm.

## Systématique et taxinomie
Cette espèce a été décrite par Urso, Harvey, Rix et Wilson en 2025.

## Publication originale
- Urso, Harvey, Rix & Wilson, 2025 : « A new species of wishbone spider (Mygalomorphae: Anamidae: Aname) collected on a Bush Blitz expedition in the eastern Murchison bioregion of Western Australia. » Australian Journal of Taxonomy, vol. 95, p. 1-9 (texte intégral).